# A professzor (film)
A professzor (eredeti cím: Out for a Kill) 2003-ban bemutatott amerikai akciófilm, melyet Michael Oblowitz rendezett. A főszerepben Steven Seagal látható, kisebb szerepben Dobó Kata is feltűnik a filmben.
Az Amerikai Egyesült Államokban 2003. augusztus 19-én jelent meg DVD-n.

## Cselekmény
Robert Burns régészprofesszort, aki partnerével üzleti úton van Kínában, minden nyilvánvaló ok nélkül katonák támadják meg. A rajtaütésben társa meghal. Robert eléri a határt és megpróbál visszatérni az Amerikai Egyesült Államokba. Itt azonban a vámosok letartóztatják, mert tudtán kívül hatalmas mennyiségű kokaint rejtettek el járművében. Két amerikai ügynök, a fiatal kínai-amerikai Tommie Ling és a cinikus veterán, Ed Grey is kihallgatja, de nem hisznek az ártatlanságát bizonygató professzornak, mivel ő írta alá a szállítási dokumentumokat. A két ügynök főnöke azonban inkább börtönben szeretné tartani, hogy csaliként használhassa fel az emberkereskedők elfogásához, miközben azt terjeszti, Burns a rendőrségnek dolgozik. A börtönben Burns találkozik a mexikói parancsnokkal, aki megölte a társát, ekkor engedik szabadon. Visszatér az Egyesült Államokba feleségéhez, Mayához és vadászni kezd a szervezetre.
Az emberkereskedők vezetője, Wong Dai arra utasítja legmegbízhatóbb embereit, hogy személyesen oldják meg a problémát. Burns az összes bérgyilkost megöli, áldozatai csuklóján minden esetben kínai írásjelekből álló tetoválásokat talál. A feliratoknak rejtett jelentése van, amelyre a professzor fokozatosan jön rá. Eközben Grey és Ling Burns nyomára bukkan, akinek feleségével a házukban elhelyezett bomba végzett.
Wong Dai meglepődik Burns kiemelkedő harci képességein és vizsgálatot rendel el: a professzor 1985-ig tolvaj volt, majd Amerikában letartóztatták és hét év börtönre ítélték. Értékes ázsiai leletekkel foglalkozott, így tapasztalatait felhasználva a börtönben oklevelet szerzett, a Han-dinasztia régészetére szakosodva. Büntetése letelte után az egyetemen talált munkát, maga mögött hagyva bűnözői múltját.
Burns apránként egyre közelebb kerül Wonghoz és rájön az igazságra (amit Grey már tudott): Wong arra használja Burnst, hogy felszámoltassa vele saját szervezetét. Wong ugyanis arra készül, hogy eltűnik a bevételekkel és így senkivel sem kell osztoznia. Grey maga is összejátszik vele és ez majdnem Ling életébe kerül, aki megmenti magát, később pedig megöli társát. Burns és Wong végül találkoznak. A csempész bezárja a professzort egy szobába és felgyújtja azt, de Burns egy elhajított karddal végez vele. A megölt bűnözők tetoválásainak köszönhetően sikerül megoldania a rejtvényt, amely nyitja a zárat. Wong halála után Burns elbúcsúzik Ling rendőrtől és visszatér korábbi életéhez.

## Szereplők
| Színész       | Szerep                  | Magyar hang         | Magyar hang        |
| Színész       | Szerep                  | 1. szinkron         | 2. szinkron (2006) |
| ------------- | ----------------------- | ------------------- | ------------------ |
| Steven Seagal | Robert Burns professzor | Csankó Zoltán       | Csernák János      |
| Dobó Kata     | Maya Burns              | Árkosi Kati         | Braun Rita         |
| Corey Johnson | Ed Grey DEA ügynök      | Megyeri János       | Németh Gábor       |
| Michelle Goh  | Tommie Ling rendőrtiszt | Kiss Virág Magdolna | Solecki Janka      |
| Ray Charleson | Harry `Crash` Kupper    | Imre István         | Csuha Lajos        |
| Tom Wu        | Li Bo                   |                     | Seder Gábor        |
| Ozzie Yue     | Fang Lee                |                     |                    |
| Hon Ping Tang | Sai Lo                  | Bordás János        | Breyer Zoltán      |
| Chooye Bay    | Wong Dai                | Pálfai Péter        | Faragó András      |
| Vincent Wong  | Luo Dazhong             | Botár Endre         | Várday Zoltán      |

## A film készítése
A film egyike volt annak a két filmnek, amelyet Seagal saját cége, a Luminosity Media készített az Emmett/Furla Films Productions Corporationnel, a Family Room Entertainment Corporation teljes tulajdonú leányvállalatával közösen. A másik film A fenevad gyomrában volt.
A forgatás szeptember 15-én kezdődött Kelet-Európában. Rachel Grant színésznő később azt állította, Seagal bántalmazta őt a film próbái alatt. Sam Cam Lui kaszkadőr-színész 10 ezer fontot kapott, miután a forgatáson megsérült egy Seagallal folytatott harci jelenetben.

## Fordítás
- Ez a szócikk részben vagy egészben  az   Out for a Kill című angol Wikipédia-szócikk fordításán alapul.  Az eredeti cikk szerkesztőit annak laptörténete sorolja fel. Ez a jelzés csupán a megfogalmazás eredetét és a szerzői jogokat jelzi, nem szolgál a cikkben szereplő információk forrásmegjelöléseként.